# Los Bermejales (métro de Séville)
Los Bermejales est une future station de la ligne 3 du métro de Séville. Elle sera située dans le district de Bellavista–La Palmera, à Séville.

## Situation sur le réseau
Établie en souterrain, Los Bermejales sera une station de passage de la ligne 3 du métro de Séville. Elle sera située après Pineda, en direction du terminus nord de Pino Montano Norte, et avant Ciudad de la Justicia, en direction du terminus sud de Hospital de Valme.

## Histoire
Lors de la présentation au public du marché public de mise à jour des études et du plan d'exécution du tronçon sud de la ligne 3, le gouvernement andalou indique que le bureau d'études devra étudier deux alternatives pour l'emplacement de la station : en souterrain à l'intérieur du quartier, sous l'avenue d'Allemagne, ou en surface en limite du quartier, sur l'avenue de Jerez de la Frontera.